# Wpływologia
" Wpływologia " ("influenceology") là một thuật ngữ Ba Lan đôi khi được sử dụng trong lịch sử văn học, lý thuyết văn học, lịch sử nghệ thuật, lý thuyết nghệ thuật, lịch sử âm nhạc và lý thuyết âm nhạc, và thậm chí trong lịch sử nói chung. Thuật ngữ này thể hiện sự hoài nghi về những nỗ lực phóng đại trong việc theo dõi những "ảnh hưởng xã hội" bị cáo buộc giữa các nghệ sĩ, học giả và tác phẩm tương ứng của họ.

## Lịch sử
Thuật ngữ wpływologia được hình thành từ wpływ ("ảnh hưởng") của tiếng Ba Lan và từ -logia, một hậu tố có nguồn gốc từ Hy Lạp có nghĩa là "khoa học".
Thuật ngữ này được đặt ra sau Thế chiến I bởi nhà phê bình văn học Ba Lan Adam Grzymała-Siedlecki. (Theo Karol Irhotowski, tác giả của nó thực sự là tác giả và dịch giả nổi tiếng Tadeusz Boy-Żeleński). Cách sử dụng từ mới đã ngay lập tức giành được sự sử dụng lưu hành giữa các học giả và nhà phê bình văn học Ba Lan do bước ngoặt chống chủ nghĩa thực chứng mà nhân văn học đã thực hiện vào đầu thế kỷ 20.
Thuật ngữ wpływologia đã làm sáng tỏ những thực hànhthực chứng nhất định đã phổ biến trong nhân loại thế kỷ 19. Lịch sử tích cực của văn học đã đặt ra rằng nghiên cứu về văn học chỉ có thể được coi là khoa học khi nó liên quan đến các sự kiện, và phân tích khoa học phải xây dựng các định luật chung. Phân tích tích cực cho thấy các định luật này được thể hiện trong "ảnh hưởng" ("wpływy") có được giữa các nhà văn khác nhau và các tác phẩm của họ.
Quan điểm này đã khiến một số nhà sử học văn học chịu ảnh hưởng thực chứng trong việc đề xuất các lý thuyết kỳ lạ liên quan đến "ảnh hưởng" đối với các tác phẩm văn học cụ thể. Ngay cả những kiệt tác vĩ đại nhất đôi khi cũng được coi là sự tái hợp của những ảnh hưởng có được từ các tác phẩm trước đó, chứ không phải là tác phẩm độc lập theo cách riêng của chúng.